# Fulgurodes perasata
Fulgurodes perasata là một loài bướm đêm trong họ Geometridae.